# Lagua
Los lagua constituyen un grupo étnico de unos 10 000 individuos aproximadamente, que viven en la Tailandia septentrional. Hablan una lengua mon-jemer y son budistas, aunque las creencias tradicionales conservan gran importancia. Cultivan el arroz y fueron anteriormente conocidos como mineros del hierro, aunque por lo general esta actividad ha caído en desuso.
- Datos: Q5968977